# Ансоальд (граф дворца)
Ансоальд (лат. Ansoaldus; VII век) — знатный франк, дворцовый граф в правление короля Хлодвига IV (691—695).

## Биография
Ансоальд известен из единственного исторического источника — хартии, данной от имени короля Хлодвига IV на государственной ассамблее Франкского государства, состоявшейся 12 августа 691 года в королевском поместье Шату.
В этом документе, оригинал которого сохранился до нашего времени, Ансоальд упоминается как «vir illuster». Здесь же указывается на присутствии при подписании хартии других знатных франкских придворных (лат. proceres), но кроме Ансоальда ни один из них не упомянут по имени. На этом основании историки делают вывод, что тогда Ансоальд был одной из наиболее влиятельных персон при дворе франкского монарха. Вероятно, Ансоальд был графом дворца, в ведении которого находилось управление королевскими пфальцами в Шату, Люзарше, Ножане и Валансьене. В других документах короля Хлодвига IV упоминаются ещё три графа дворца: Марсо, Андрамн и Арно.
Предполагается, что во время проведения ассамблеи в Шату Ансоальд мог быть королевским референдарием.
Также возможно, что Ансоальд входил в регентский совет, управлявший Франкским государством от имени малолетнего короля Хлодвига IV.